# Evan Longoria
Evan Michael Longoria (ur. 7 października 1985) – amerykański baseballista występujący na pozycji trzeciobazowego w Arizona Diamondbacks. Evan Longoria nie jest spokrewniony z aktorką i modelką Evą Longorią.

## Przebieg kariery
Longoria został wybrany w drafcie 2006 roku w 1. rundzie z numerem trzecim przez Tampa Bay Rays. Zawodową karierę rozpoczynał w klubach farmerskich Rays, między innymi w Durham Bulls. W 2007 roku na mistrzostwach świata w baseballu, które odbyły się w Taizhong w Tajwanie, zdobył złoty medal.
W Major League Baseball zadebiutował 12 kwietnia 2008 roku w meczu przeciwko Baltimore Orioles. W tym samym sezonie został wybrany po raz pierwszy w karierze do Meczu Gwiazd, a także otrzymał nagrodę MLB Rookie of the Year Award dla najlepszego debiutanta. W marcu 2009 roku wystąpił w drużynie narodowej w turnieju World Baseball Classic, zastępując kontuzjowanego Chippera Jonesa.
19 kwietnia 2014 w meczu z New York Yankees pobił klubowy rekord zdobywając 164. home runa w MLB. 1 sierpnia 2017 w meczu przeciwko Houston Astros został drugim zawodnikiem w historii klubu, który zaliczył cycle.
20 grudnia 2017 w ramach wymiany zawodników przeszedł do San Francisco Giants.

## Nagrody i wyróżnienia
| Nagroda/wyróżnienie         | Lata             | Źródło |
| 3× All-Star                 | 2008, 2009, 2010 | [ 3 ]  |
| 3× Gold Glove Award         | 2009, 2010, 2017 | [ 14 ] |
| Silver Slugger Award        | 2009             | [ 15 ] |
| AL Rookie of the Year Award | 2008             | [ 9 ]  |